# €STR
L'€STR ([ɛstɛʁ] ou [ɛstəʁ]) est le taux de référence de l'euro au jour le jour (€uro Short Term Rate). Il est calculé par la Banque centrale européenne (BCE) sur la base des taux des prêts pratiqués sur le marché monétaire en euro. Publié depuis le 2 octobre 2019, l'€STR est utilisé comme taux quotidien de référence pour les contrats financiers libellés en euro, en remplacement de l'Eonia, dont la publication a cessé le 3 janvier 2022.

## Caractéristiques
L'€STR, publié chaque jour ouvré par la Banque centrale européenne, représente le taux d'intérêt pratiqué par les banques européennes sur les prêts de gros non sécurisés pour la période allant de la date de référence au jour ouvré suivant.
Il est exprimé en pourcents, et s'interprète comme un taux annualisé sous la convention « nombre de jours exacts sur 360 » pratiquée sur les marchés monétaires européens :
ainsi, les intérêts quotidiens à payer pour un prêt consenti au taux €STR sont calculés comme 1/36000ème du taux publié, multiplié par le montant prêté.
L'€STR a vocation à servir de référence pour les contrats financiers comportant un prêt, réel ou notionnel, libellé en euros, sur lequel des intérêts à taux variable sont calculés au jour le jour : ces intérêts peuvent être calculés sur la base du taux €STR, éventuellement capitalisé sur la période d'intérêt, augmenté ou diminué d'un écart négocié entre les parties.
L'ISIN de l'€STR est EU000A2X2A25.

## Historique
Le principal taux de référence au jour le jour pour l'euro était, jusqu'en 2019, l'Eonia, publié par l'Institut européen des marchés monétaires (EMMI). Après plusieurs affaires judiciaires survenues depuis 2012 liées à la détermination des taux Libor, l'Autorité européenne des marchés financiers édicte des règles contraignantes sur les méthodes et la gouvernance des taux de référence autorisés dans les contrats financiers ; ces règles sont transcrites dans la loi européenne par le Règlement (UE) 2016/1011 du 8 juin 2016, dit « Règlement BMR » ou « Benchmark Regulation ».
L'EMMI ayant renoncé à mettre le calcul de l'Eonia, basé sur un panel de contributeurs volontaires, en conformité avec ces règles, la Banque centrale européenne annonce le 21 septembre 2017 qu'elle mettra en place son propre taux de référence au jour le jour, en utilisant les données complètes de surveillance du marché monétaire collectées par l'Eurosystème. Le nom proposé pour ce nouveau taux est d'abord ESTER, acronyme de Euro Short Term Estimated Rate (« taux estimé à court terme pour l'euro ») ; en 2019, ce nom est remplacé par €STR (€uro Short Term Rate, i.e. « taux à court terme pour l'euro »), en retirant la référence à l'estimation et en introduisant le symbole euro.
La publication du nouveau taux commence le 2 octobre 2019. L'EMMI poursuit dans un premier temps la publication de l'Eonia en modifiant sa méthode de calcul pour en faire un simple décalque de l'€STR, selon la formule {\displaystyle Eonia=\mathrm {\euro} {STR}+0,085}. La publication de l'Eonia est définitivement interrompue le 3 janvier 2022 et l'€STR devient l'unique taux de référence au jour le jour pour l'euro.

## Méthode de calcul
La loi européenne impose aux banques de la zone euro de déclarer quotidiennement à l'Eurosystème la totalité des transactions qu'elles effectuent sur le marché monétaire. Chaque jour d'ouverture du système de réglement européen TARGET2, la Banque centrale européenne utilise ces déclarations comme base de calcul de l'€STR, en appliquant les étapes suivantes :
- Seules les transactions au jour le jour, non sécurisées, à taux fixe, et d'un montant supérieur à un million d'euros, sont retenues pour le calcul.
- Ces transactions sont classées en fonction du taux conclu par les parties.
- Les transactions les plus chères totalisant 25% du volume total, ainsi que les transactions les moins chères totalisant 25% du volume total, sont retirées du calcul.
- La moyenne des taux d'intérêt pratiqués sur les 50% restants est calculée, en pondérant par le volume et en arrondissant à la troisième décimale.

Le taux résultant est publié le lendemain de la date de référence à 8h00 CET. La publication s'accompagne d'informations sur le calcul : volume et nombre de transactions, nombre de banques concernées, taux d'intérêt pratiqués à 25% et 75% du volume.